# Satoru Suzuki
Satoru Suzuki (Shizuoka, 19 juli 1975) is een voormalig Japans voetballer.

## Carrière
Satoru Suzuki speelde tussen 1998 en 2006 voor Cerezo Osaka en Kyoto Purple Sanga.